# Lewis Milestone
Lewis Milestone, geboren als Leib Milstein (Chisinau, 30 september 1895 – Los Angeles, 25 september 1980) was een Amerikaans filmregisseur.

## Loopbaan
Hij was de eerste regisseur die de Oscar voor Beste Regisseur (van een komedie, Two Arabian Knights) won tijdens de 1ste Oscaruitreiking in 1929, samen met Frank Borzage (Oscar voor Beste Regisseur van een drama). Hij wist een jaar later, tijdens de 3de Oscaruitreiking in 1930, dezelfde Oscar te winnen voor zijn bekendste film, de dramatische oorlogsfilm All Quiet on the Western Front.

## Filmografie
- 1925: Seven Sinners
- 1926: The Caveman
- 1926: The New Klondike
- 1927: Two Arabian Knights
- 1928: The Garden of Eden
- 1928: The Racket
- 1929: Betrayal
- 1929: New York Nights
- 1930: All Quiet on the Western Front
- 1931: The Front Page
- 1932: Rain
- 1933: Hallelujah, I'm a Bum
- 1934: The Captain Hates the Sea
- 1935: Paris in Spring
- 1936: Anything Goes
- 1936: The General Died at Dawn
- 1939: The Night of Nights
- 1939: Of Mice and Men
- 1940: Lucky Partners
- 1941: My Life with Caroline
- 1943: Edge of Darkness
- 1943: The North Star
- 1944: The Purple Heart
- 1945: A Walk in the Sun
- 1946: The Strange Love of Martha Ivers
- 1948: Arch of Triumph
- 1948: No Minor Vices
- 1949: The Red Pony
- 1951: Halls of Montezuma
- 1952: Kangaroo
- 1952: Les Misérables
- 1953: Melba
- 1954: They Who Dare
- 1955: La vedova X
- 1959: Pork Chop Hill
- 1960: Ocean's 11
- 1962: Mutiny on the Bounty